# Antigo Hospital de Lagos
O Antigo Hospital de Lagos, originalmente conhecido como Hospital da Misericórdia de Lagos, e também como Hospital Distrital de Lagos, é um edifício histórico situado na cidade de Lagos, na região do Algarve, em Portugal. Foi construído nos finais do século XV, e ampliado após o Sismo de 1755, ocupando o interior do antigo Castelo dos Governadores. Na década de 2000, o hospital começou a sofrer de várias deficiências no atendimento, motivadas principalmente pela concentração dos serviços noutras unidades de saúde na região, pelo que foi proposta a sua substituição por um novo hospital, enquanto que o antigo edifício seria adaptado a outras utilizações, como uma pousada. Em 2022 os serviços de saúde foram transferidos para o Hospital de São Gonçalo.

## História

### Construção
O Hospital da Misericórdia de Lagos foi construído em 1496, no mesmo período do que a Igreja de Santa Maria, que lhe estava anexa, e cujas obras tiveram início em 1498. A própria instituição da Santa Casa da Misericórdia foi fundada em 2 de Julho desse ano.

### Séculos XIX e XX
Na obra Memoria sobre a decadencia, e ruina a que se acha reduzida a Cidade de Lagos, e meio de arremediar, escrita em 1821 por Domingos de Mello e copiada pelo investigador Joaquim Negrão, foi proposta a transferência do hospital e da igreja da Misericórdia para as antigas instalações do Convento de Nossa Senhora do Carmo, então em processo de encerramento: Em attencçaõ a que, o Convento das Religiosas Carmelitas da Cidade de Lagos vai ficar inhabitado [...] Subdevidir o Convento em partes proporcionadas: 1. Para Hospital Regimental ou militar: 2 Para Hospital da Misericordia; e 3. Para huma Casa d'Instruçaõ e Educaçaõ publica. A Igreja das Religiosas póde ficar servindo de Misericordia, em lugar da que fica subsistindo em Freguesia. Seria occioso o tempo, que eu gastasse em descrever as vantagens que destas mudanças, resultaõ ao bem publico. Saõ taõ claras e palpavéis que todos os habitantes daquella Cidade o conhecem; podendo tudo isto effectuar-se com bem pouco dispendio pela repartiçaõ das Obras Militares.». Domingos de Mello fez esta proposta devido à falta de condições nas duas unidades de saúde de Lagos, o Hospital da Misericórdia e o Hospital Militar: «Nesta consideraçaõ naõ posso passar em silencio, que achando-se Edificados na Cidade de Lagos, os dois Hospitaes que existem; Regimental ou Militar, e o da Misericordia, junto á margem do Rio, e na baixa da Cidade; saõ prejudiciaes ao milhoramento dos doentes, e á saude publica dos habitantes daquella Cidade.».
Uma carta de lei de 7 de Maio de 1850 concedeu a parte relativa ao Palácio dos Capitães Generais e dos Governadores à Misericórdia de Lagos, de forma a que esta pudesse ampliar as enfermarias do hospital. Este palácio tinha sido muito danificado pelo Sismo de 1755, e em meados do século XIX ainda estava em ruínas.
Em 1983 a unidade de saúde foi nacionalizada, passando a denominar-se de Hospital Distrital de Lagos.

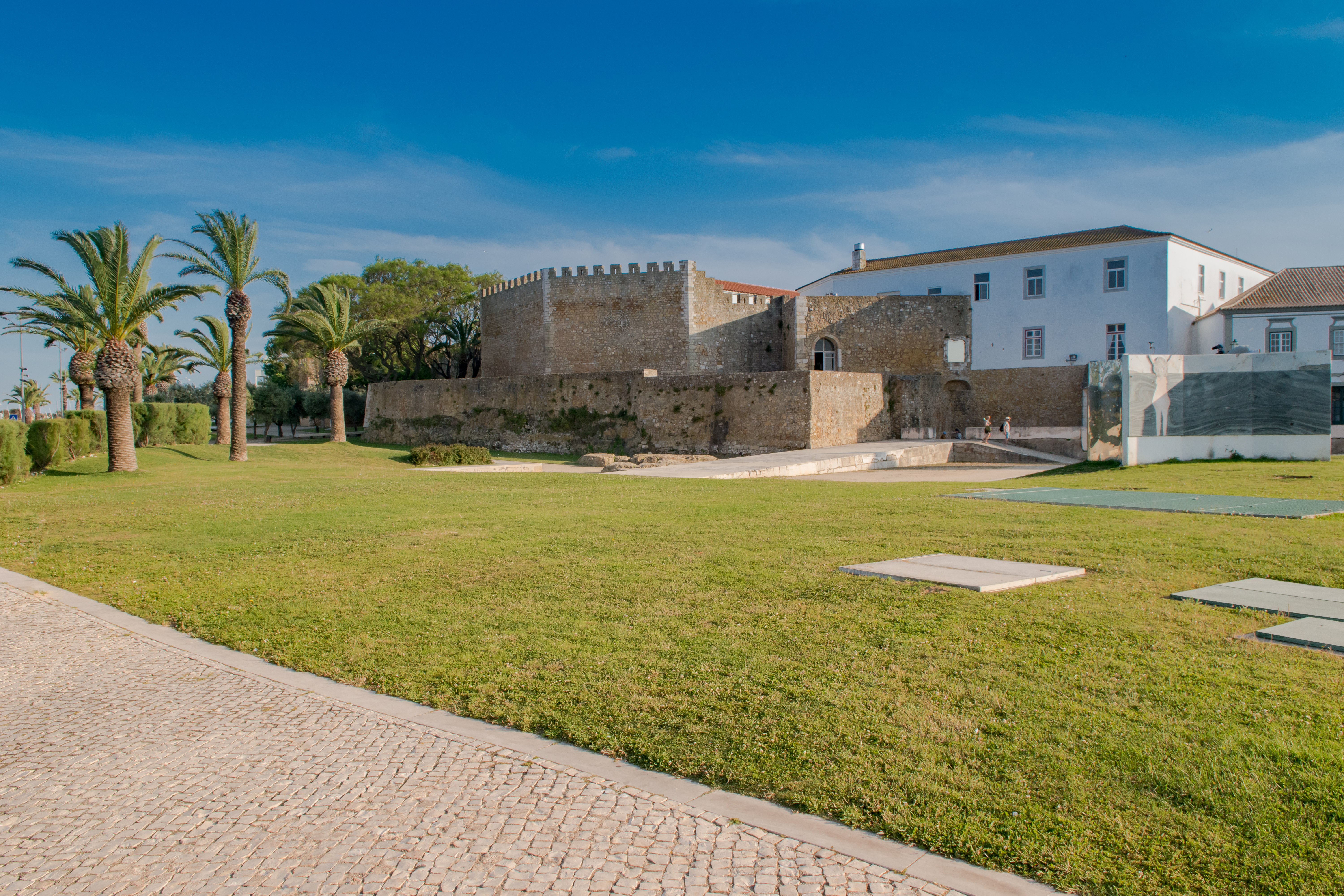
Jardim da Constituição, em 2016. O hospital está instalado no interior da antiga fortaleza, e no edifício à direita.

### Século XXI
Na década de 2000, o edifício do hospital de Lagos, já com vários séculos de idade, não apresentava condições suficientes para o seu funcionamento, sofrendo da falta de profissionais e de equipamentos de saúde, que tinham sido encaminhados para outras unidades hospitalares. Em 2004 a administração do hospital foi incorporada no Centro Hospitalar do Barlavento Algarvio, e nesse ano foi encerrado o bloco operatório. Posteriormente também foi encerrada a maternidade. Esta situação era considerada muito grave, uma vez que a cidade de Lagos era um grande centro de turismo nacional e internacional, e devido à vasta área de influência do hospital de Lagos, que era procurado igualmente pelos habitantes dos concelhos de Vila do Bispo e de Aljezur. Uma vez que era impossível expandir as instalações do hospital devido ao exíguo espaço em que se encontrava, dentro da malha urbana e anexado ao antigo castelo, a única hipótese de resolver os problemas de saúde em Lagos e nos concelhos vizinhos seria através da construção de uma nova unidade hospitalar, para a qual seriam transferidas as funções do antigo hospital. Desta forma, desde os inícios da década de 2000, que a construção do novo hospital começou a ser reclamada, tanto pelas populações como pelas autarquias de Lagos, Aljezur e Vila do Bispo. Em 2005 foi inaugurada uma unidade de saúde privada em Lagos, conhecida como Hospital de São Gonçalo.
Em 2008, o presidente da Câmara Municipal de Lagos, Júlio Barroso, afirmou que caso este processo avançasse, já existiam vários planos para converter o antigo hospital numa pousada, num hotel ou albergaria, uma vez que o edifício apresenta uma localização excelente para esta função, estando situado no centro histórico da cidade, e perto do Castelo dos Governadores e da Frente Ribeirinha.[carece de fontes?] Neste período, o hospital ainda estava na posse da Misericórdia de Lagos, à qual o governo pagava uma renda pela utilização do espaço. que estava interessada em aplicar uma solução que tivesse rentabilidade, de forma a financiar os planos próprios da instituição.[carece de fontes?]
A construção do novo hospital de Lagos esteve oficialmente prevista desde os finais de 2009, tendo sido apoiada pela autarquia com a cedência de um terreno, então conhecido como Tecnópolis. O Ministério da Saúde chegou a apresentar o empreendimento para a nova unidade, que teria um custo aproximado de 27 milhões de Euros, mas os planos foram suspensos devido à crise financeira. Em 2013, a administração das unidades de saúde de Lagos, Portimão e Faro foi fundida no Centro Hospitalar do Algarve. Esta decisão foi criticada numa moção da Assembleia Municipal de Lagos, uma vez que levou à perda de valências na unidade de Lagos, que eram consideradas indispensáveis para os habitantes da cidade, acentuando a progressiva degradação do serviço no hospital. A progressiva degradação do serviço no Hospital de Lagos foi considerada como um reflexo dos graves problemas de saúde pública no Algarve, tendo uma sondagem feita pela Sociedade Independente de Comunicação e pelo jornal Expresso em Fevereiro de 2020 revelado uma grande falta de especialistas, o encerramento total ou parcial de várias extensões de saúde, a existência de grandes filas de espera e a transferência de utentes para Lisboa, entre outras situações, que faziam com que o Algarve fosse a região em Portugal onde havia mais mortos nos hospitais. O Hospital de Lagos ficou apenas com serviços básicos de urgência, consultas externas e medicina, com poucas camas disponíveis para internamento, e um laboratório de análises. Posteriormente, a situação de saúde no concelho foi melhorada com a instalação de duas unidades de saúde familiares no Centro de Saúde de Lagos, que permitiu uma redução no número de utentes sem médico de família no concelho. Em 2018, a Assembleia Municipal de Lagos organizou uma petição pública à Assembleia da República, de forma a que a construção do novo hospital fosse debatida naquele órgão, e ao mesmo tempo promover a sua inclusão no orçamento de estado.
Em Abril de 2020, o Hospital privado de São Gonçalo, igualmente situado em Lagos, cedeu parte dos seus serviços ao Serviço Nacional de Saúde, durante a Epidemia de Covid-19, que aumentou a procura aos cuidados de saúde públicos. Em 28 de Maio de 2020, o Parlamento aprovou uma resolução do Partido Pessoas-Animais-Natureza, que recomendava a construção da nova unidade hospitalar de Lagos. Em Janeiro de 2021, o Hospital de São Gonçalo voltou a colaborar com o Serviço Nacional de Saúde. Em Março de 2021, o conselho de administração do Centro Hospitalar Universitário do Algarve informou a tutela que estava interessado em transferir as funções do antigo hospital de Lagos para o estabelecimento de São Gonçalo, que era propriedade do grupo HPA Saúde. Em Dezembro desse ano, o Hospital de Sâo Gonçalo foi adquirido pelo conglomerado francês Icade Santé, em conjunto com outras unidades do grupo português, e em 25 de Janeiro de 2022 o Centro Hospitalar e o grupo HPA assinaram um acordo para a prestação de serviços exclusivos do Serviço Nacional de Saúde no hospital privado. Desta forma, passou a fazer parte da organização do Centro Hospitalar, prevendo-se que iria ter 44 camas, um bloco operatório, serviços de consultas e imagiologia, um laboratório, e um serviço de urgência básico, medida que que iria possibilitar a «ampliação da qualidade de cuidados de saúde, em segurança, pela imagem da região». Este processo foi criticado pelo Partido Social Democrata, que acusou o governo de pagar «43.000 euros todos os meses aos privados para garantir apenas 23 camas», tendo classificado o convénio como «mais um acordo à socialista, uma TAP à moda do Algarve que nada mais é do que uma tentativa de salvar um grupo privado de saúde de um negócio pouco viável: um grupo privado que depois da compra do edifício do Hospital de São Gonçalo de Lagos por um grupo francês, vem agora, menos de um mês depois, ceder a sua posição ao Centro Hospitalar Universitário do Algarve».